# Nicky Morgan (voetballer)
Nicholas (Nicky) Morgan (Londen, 30 oktober 1959) is een Engels voormalig voetballer die uitkwam voor FC Den Haag. Hij speelde als aanvaller.